# 曖昧MOON
「曖昧MOON」（あいまいムーン）は、『WHY@DOLL』のメジャー移籍2作目。2015年3月18日にビクターエンタテインメントから発売された。

## 概要
インディーズと合わせると6作目のシングル。オリコンウィークリーは22位。通常盤の他に、ちはるん盤、はーちゃん盤も発売された。限定盤の「ありがとう」は青SHUN学園の学園長兼プロデューサーのSHUNからの楽曲提供によるもの。「シグナル」というタイトルはメンバーの青木千春が考えたもので、それを元に歌詞を作った。実際は曖昧MOONのメロディーを聞いて思いついたもの。通常盤、ちはるん盤、はーちゃん盤の同時購入でメイキングDVD付きも発売された。
初披露はほわふわ武者修行道場リターンズ！vol.12。発売月のひとつ前にはミニアルバムNAMARA!!をリリースしたため、リリースイベントは1か月前からと前作の3ヶ月より短い期間となった。カップリングの「シグナル」はテレビ朝日 「アイドルお宝くじ」で1位を獲得し、「曖昧MOON」も2位に入り勝ち抜きに成功した。ミュージック・ビデオでは泣いているシーンでは演技にも挑戦したが目薬を使用したことを監督からバラされた。

## メディア
「曖昧MOON」は、テレビ朝日系「ポータル ANNニュース&スポーツ」3月度エンディングテーマに採用された。

## 収録曲

### 通常盤
1. 曖昧MOON
2. シグナル
3. 曖昧MOON (Instrumental)
4. シグナル (Instrumental)

### ちはるん盤
1. 曖昧MOON
2. シグナル
3. ありがとう
4. 曖昧MOON (Instrumental)
5. シグナル (Instrumental)
6. ありがとう (Instrumental)

### はーちゃん盤
1. 曖昧MOON
2. シグナル
3. ありがとう
4. 曖昧MOON (Instrumental)
5. シグナル (Instrumental)
6. ありがとう (Instrumental)

### 配信限定アルバム
- 曖昧MOON
- シグナル
- ありがとう

## 参考資料
- 「why@dollミニアルバムに続き、なまら最高なシングルも登場」『bounce』377号、TowerRecord、2015年4月、67頁。